# Hertha Berlín II
El Hertha Berlín II (en alemán y oficialmente Hertha Berliner Sport Club, abreviado como Hertha BSC), es un equipo de fútbol de Alemania que juega en la Regionalliga Nordost, la cuarta liga de fútbol más importante del país. Es el filial del Hertha Berlín.

## Historia
Fue fundado en el año 1968 en la ciudad de Berlín y es el equipo filial del Hertha Berliner Sport-Club o primero de sus equipos formativos, motivo por lo que no puede disputar la Bundesliga —máxima categoría del fútbol alemán—, ni la Copa de Alemania —al revocarse dicho permiso en 2008—.
Fue el primer equipo filial de Alemania en disputar una final del torneo de Copa nacional, la DFB-Pokal, en 1993, siendo el equipo filial con mejor participación en la historia del torneo. A nivel internacional fue el segundo club europeo en lograr la hazaña tras el español Real Madrid Castilla Club de Fútbol, quien lo logró en la temporada 1979-80, registros que quedarán marcados en la historia al no estar ya permitida la participación de filiales en el torneo, y no poder ser por tanto igualada y/o mejorada.

## Palmarés
- NOFV-Oberliga Nord (IV) (4): 1999, 2002, 2004, 2008
- Berliner Landespokal (3): 1976, 1992, 2004